# Grand Prix automobile d'Allemagne 1971
Résultats du Grand Prix d'Allemagne de Formule 1 1971 qui a eu lieu sur le Nürburgring le 1er août 1971.

## Classement

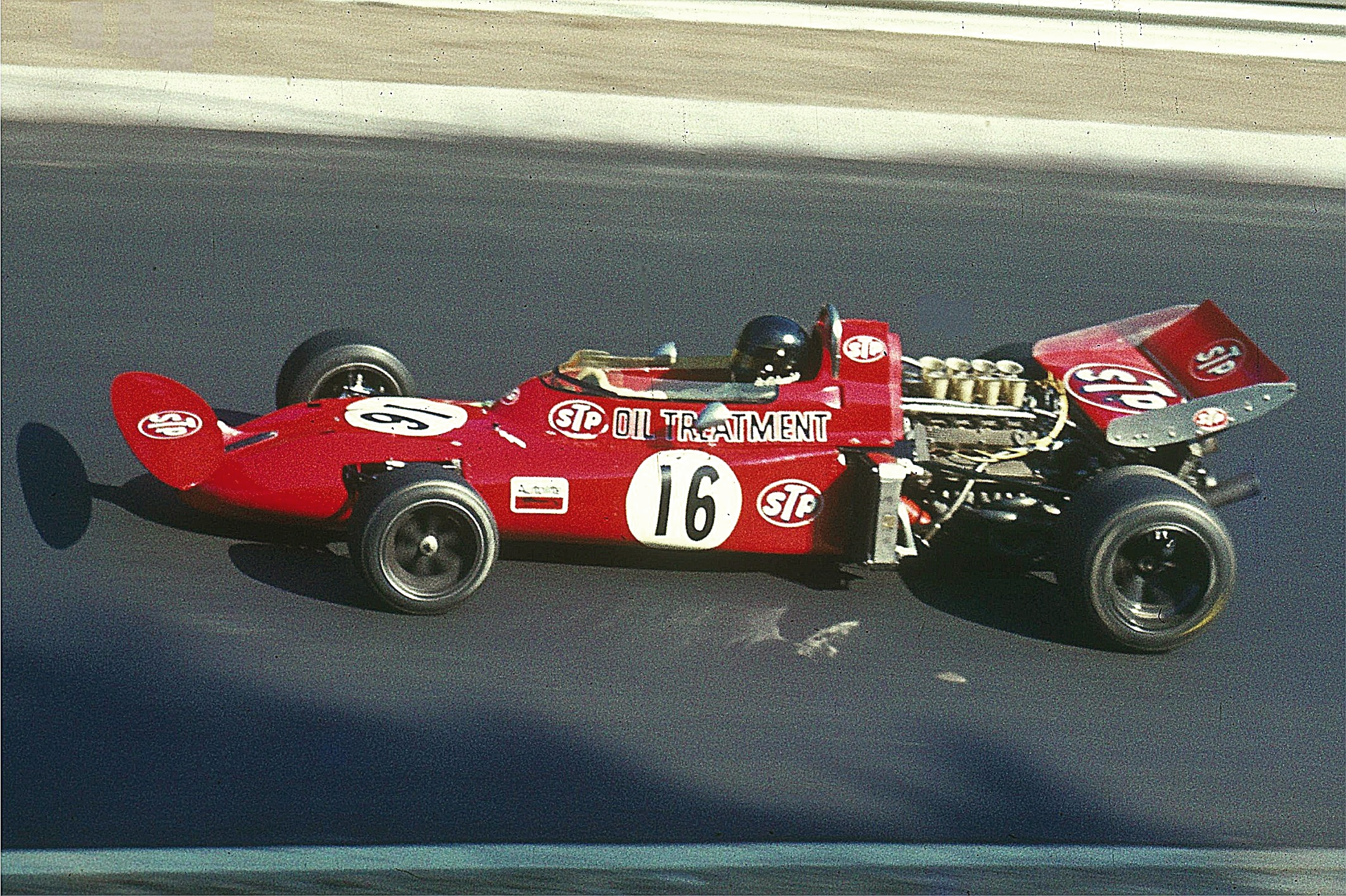
Andrea de Adamich sur March 711 abandonne dès le deuxième tour

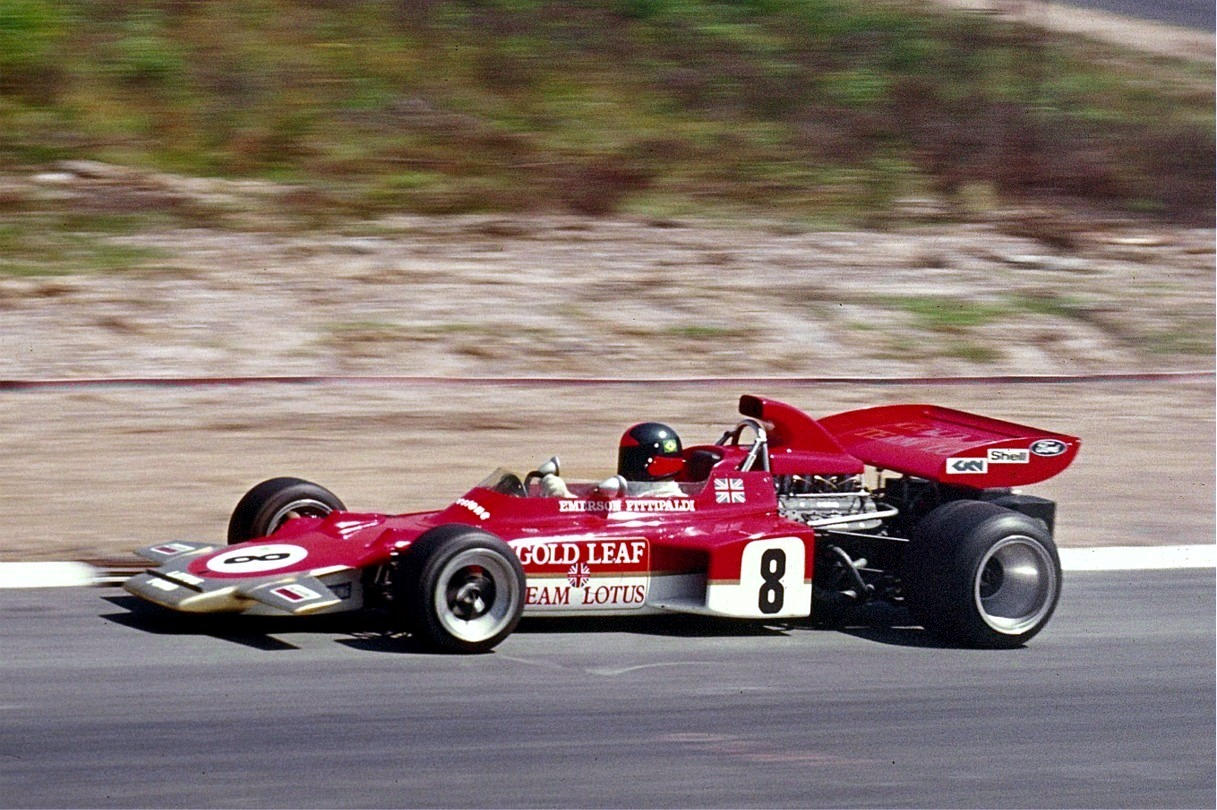
Emerson Fittipaldi sur Lotus 72 au Nürburgring en 1971

| Pos  | N° | Pilote             | Écurie           | Tours | Temps/Abandon     | Grille | Points |
| ---- | -- | ------------------ | ---------------- | ----- | ----------------- | ------ | ------ |
| 1    | 2  | Jackie Stewart     | Tyrrell-Ford     | 12    | 1 h 29 min 16 s 3 | 1      | 9      |
| 2    | 3  | François Cevert    | Tyrrell-Ford     | 12    | + 30 s 1          | 5      | 6      |
| 3    | 6  | Clay Regazzoni     | Ferrari          | 12    | + 37 s 1          | 4      | 4      |
| 4    | 5  | Mario Andretti     | Ferrari          | 12    | + 2 min 05 s 0    | 11     | 3      |
| 5    | 15 | Ronnie Peterson    | March-Ford       | 12    | + 2 min 29 s 1    | 3      | 2      |
| 6    | 25 | Tim Schenken       | Brabham-Ford     | 12    | + 2 min 58 s 6    | 9      | 1      |
| 7    | 7  | John Surtees       | Surtees-Ford     | 12    | + 3 min 19 s 0    | 15     |        |
| 8    | 9  | Reine Wisell       | Lotus-Ford       | 12    | + 6 min 31 s 7    | 17     |        |
| 9    | 24 | Graham Hill        | Brabham-Ford     | 12    | + 6 min 37 s 0    | 13     |        |
| 10   | 12 | Rolf Stommelen     | Surtees-Ford     | 11    | + 1 tour          | 12     |        |
| 11   | 22 | Vic Elford         | BRM              | 11    | + 1 tour          | 18     |        |
| 12   | 17 | Nanni Galli        | March-Alfa Romeo | 10    | + 2 tours         | 21     |        |
| Abd. | 8  | Emerson Fittipaldi | Lotus-Ford       | 8     | Fuite d'huile     | 8      |        |
| Abd. | 21 | Jo Siffert         | BRM              | 6     | Allumage          | 3      |        |
| Abd. | 10 | Chris Amon         | Matra            | 6     | Accident          | 16     |        |
| Abd. | 14 | Henri Pescarolo    | March-Ford       | 5     | Suspension        | 10     |        |
| Abd. | 20 | Peter Gethin       | McLaren-Ford     | 5     | Accident          | 19     |        |
| Abd. | 18 | Denny Hulme        | McLaren-Ford     | 3     | Fuite d'essence   | 6      |        |
| Dsq. | 28 | Mike Beuttler      | March-Ford       | 3     | Disqualifié       | 22     |        |
| Abd. | 23 | Howden Ganley      | BRM              | 2     | Moteur            | 14     |        |
| Abd. | 16 | Andrea de Adamich  | March-Alfa Romeo | 2     | Injection         | 20     |        |
| Abd. | 4  | Jacky Ickx         | Ferrari          | 1     | Accident          | 2      |        |
| Nq.  | 27 | Jo Bonnier         | McLaren-Ford     |       | Non qualifié      |        |        |

Légende :
- Abd.=Abandon.

## Pole position et record du tour
- Pole position : Jackie Stewart en 7 min 19 s 0 (vitesse moyenne : 187,257 km/h).
- Tour le plus rapide : François Cevert en 7 min 20 s 1 au 10e tour (vitesse moyenne : 186,789 km/h).

## Tours en tête
- Jackie Stewart : 12 (1-12)

## À noter
- 17e victoire pour Jackie Stewart.
- 5e victoire pour Tyrrell en tant que constructeur.
- 39e victoire pour Ford Cosworth en tant que motoriste.
- Mike Beuttler a été disqualifié pour avoir conduit à contre sens.